# اس‌اس آلاسکا (۱۸۸۱)
اس‌اس آلاسکا (۱۸۸۱) (به انگلیسی: SS Alaska (1881)) یک کشتی بود که طول آن ۵۲۰ فوت (۱۶۰ متر) بود. این کشتی در سال ۱۸۸۱ ساخته شد.